# Франц фон Соретич
Франц де Паула фон Соретич (на немски: Franz de Paula Ritter von Soretic) е австрийски и австро-унгарски аристократ и дипломат, служил на Балканите и в Близкия изток в средата на XIX век.

## Биография
Роден е в 1825 година в селището Остерц (на хърватски: Ощръц) в региона Военна граница на Австрийската империя. Говори хърватски.
Започва дипломатическата си кариера в Белград, Сърбия в 1850 година. След това е на дипломатически пост в Босна, Османската империя. Става вицеконсул в Битоля, където научава български език.
Оглавява австрийското консулство в Цариград (Константинопол) от 1862 до 20 октомври 1868 година – първоначално като изпълняващ длъжността, от 4 август 1862 година като консул на Австрийската империя, а от 10 септември 1867 година като генерален консул на Австро-Унгария.
Соретич е автор на ценни като исторически източник доклади. Умира през юли 1888 година в пристанищния град Ла Гулет (днес: Халк ел-Уед) край град Тунис в тогавашния френски протекторат Тунис. Негов син е Теодор фон Соретич.